# Supinum
Supinum är en böjningsform för verb. Den förekommer i latin, sanskrit och ett antal moderna indoeuropeiska språk.

## Supinum i olika språk

### Supinum i svenskan
Supinum är i svenskan den verbform som tillsammans med hjälpverbet "ha" bildar perfekt och pluskvamperfekt, till exempel "jag har ropat", "hon hade rest". Ett verb i supinum slutar oftast på bokstaven "t".  Den skiljer sig från neutrumformen av perfekt particip endast i fjärde konjugationen, där det slutar på -it (han har funnit bordet) medan den senare formen slutar på -et (bordet är funnet). Stavningsmässigt har det dock tidigare funnits en skillnad även i första konjugationen: han hafver målat huset – huset är måladt. 
Supinum används också som beteckning för vissa infinita verbformer i andra språk, exempelvis latin, som dock skiljer sig i funktion från den svenska, ofta genom att motsvara avsiktsbetecknande infinitiv.
Det speciella med svenskans supinumform är att den används uteslutande för perfekt och pluskvamperfekt – till skillnad från perfekt particip som även kan ha andra användningar till exempel som adjektivattribut.

#### Utelämnat hjälpverb i bisatser
En praktisk fördel med supinum är därför att det utan risk för missförstånd går att hoppa över "har" respektive "hade" i bisatser. Observera att dessa hjälpverb behövs i huvudsatser – men bara för att skilja mellan perfekt och pluskvamperfekt. När det gäller bisatser kan man vanligen utgå från att de följer huvudsatsens tempus. Det vill säga om huvudsatsens predikat är i presens så står supinum i bisatsen för ett underförstått "har"; om huvudsatsens predikat är i imperfekt så står supinum i bisatsen för ett underförstått "hade".

##### Exempel
Han är blöt i håret, eftersom han just (har) duschat.
Han var blöt i håret, eftersom han just (hade) duschat.